# Ilse Dörffeldt
Ilse Dörffeldt, född 23 mars 1912 i Berlin, död 14 september 1992 i stadsdelen Hellersdorf i Berlin, var en tysk friidrottare med löpgrenar som huvudgren. Dörffeldt var en pionjär inom damidrott, hon var världsrekordhållare i stafettlöpning 4x100 meter 1936.

## Biografi
Ilse Dörffeldt föddes 1912 i Berlin i mellersta Tyskland. Efter att hon börjat med friidrott tävlade hon i kortdistanslöpning och medeldistanslöpning. Senare gick hon med i idrottsföreningen ”Karlshorster TV Berlin” i Berlin, därefter tävlade hon för en kort period för ”SV Siemens Berlin” och sedan för ”SC Charlottenburg Berlin”.
1932 tog hon sin första tyska mästarmedalj då hon vann silver i löpning 800 meter vid tävlingar 2–3 juli i Berlin. Dörrfeldt tog även bronsmedalj i löpning 200 meter 1932, 1933 och 1934. 1933 blev hon bronsmästare i löpning 100 meter vid tävlingar i, 1934 försvarade hon bronstiteln, 1937 tog hon silvermedalj på distansen.
1934 tog hon sin första mästartitel då hon tog guldmedalj  i stafettlöpning 4x100 meter (med Geffert, Ilse Dörffeldt, Erna Steinberg och Ruth Engelhard) vid tävlingar 27–29 juli i Nürnberg, hon försvarade titeln 1937 och 1938.
Den 24 juni 1934 satte hon Europarekord i stafett 4x100 meter (med Emmy Albus, Käthe Krauß och Marie Dollinger) med 47,5 sek vid tävlingar i Lennep.
Under 1936 deltog Dörffeldt vid de Olympiska sommarspelen i Berlin. Hon tävlade med stafettlaget på 4 x 100 meter, under försöksheaten den 8 augusti satte laget världsrekord på 4 x 100 meter (med Käthe Krauß, Emmy Albus, Marie Dollinger och Ilse Dörffeldt som fjärde löpare) med 46,4 sek, Under finalen den 9 augusti tappades stafettpinnen vid det sista bytet (mellan Dollinger och Dörffeldt) varpå laget diskvalificerades. Rekordet skulle dock stå sig till 1952.
Den 19 juni 1938 satte hon även världsrekord i stafett 4-x200 meter med 1:45,3 min (med Dorle Voigt, Emmy Albus, Maria Müller och Ilse Dörffledt) vid tävlingar i Cottbus, 9 juni 1940 förbättrade hon rekordet.
Dörffeldt drog sig senare tillbaka från tävlingslivet och började som lärare (i tyska, historia och idrott) i stadsdelen Banzendorf i Lindow och senare i stadsdelen Karlshorst i Berlin. Dörffeldt dog 1992 och begravdes på kyrkogården i Banzendorf.